# (4441) Toshie
(4441) Toshie es un asteroide perteneciente al cinturón de asteroides, descubierto el 26 de enero de 1985 por Tsutomu Seki desde el Observatorio de Geisei, Geisei, Japón.

## Designación y nombre
Designado provisionalmente como 1985 BB. Fue nombrado Toshie en homenaje a "Toshie Seki" la madre del descubridor que murió el día en que el asteroide fue descubierto.

## Características orbitales
Toshie está situado a una distancia media del Sol de 2,960 ua, pudiendo alejarse hasta 3,079 ua y acercarse hasta 2,841 ua. Su excentricidad es 0,040 y la inclinación orbital 2,306 grados. Emplea 1860 días en completar una órbita alrededor del Sol.

## Características físicas
La magnitud absoluta de Toshie es 13,3. Tiene 6,453 km de diámetro y su albedo se estima en 0,154.